# 1647 Menelaus
1647 Menelaus là một tiểu hành tinh Troia của Sao Mộc có quỹ đạo L4 Điểm Lagrange thuộc hệ Mặt trời-Sao Mộc, ở "Nhóm Hy Lạp". Nó được đặt theo tên anh hùng Menelaus trong thần thoại Hy Lạp cổ đại, người đã tham gia chiến tranh thành Troia. Nó được phát hiện bởi Seth Barnes Nicholson ngày 23 tháng 6 năm 1957 ở Palomar, California ở Đài thiên văn Palomar.